# کون رود سیاهو
کون رود سیاهو یک روستا در ایران است که در بخش مرکزی شهرستان سربیشه واقع شده‌است. کون رود سیاهو ۳۴۱ نفر جمعیت دارد.